# Seznam juniorských vítězů na Australian Open
Toto je seznam juniorských vítězů na Australian Open. Uváděni jsou šampioni soutěží Australian Open hraných v rámci juniorského tenisového grandslamu. Turnaj chlapců se poprvé konal v roce 1922 a dívky navázaly v ročníku 1930. Australský turnaj se stal prvním grandslamem, který juniorské soutěže hostil. Roland Garros s Wimbledonem juniory poprvé přivítaly v roce 1947 a poslední US Open pak v sezóně 1973.

## Přehled vítězů
| Rok | dvouhra                           | dvouhra                           | čtyřhra                             | čtyřhra                                      |
| Rok | junioři                           | juniorky                          | junioři                             | juniorky                                     |
| --- | --------------------------------- | --------------------------------- | ----------------------------------- | -------------------------------------------- |
| 1922 | A.E. Yelden                       | —                                 | C. Grogan L. Roche                  | —                                            |
| 1923 | L. Cryle                          | —                                 | Edgar Moon ‡ L. Roche               | —                                            |
| 1924 | Alan Coldham                      | —                                 | A. Berckelman Ray Dunlop ‡          | —                                            |
| 1925 | Alan Coldham                      | —                                 | Jack Crawfor ‡ Harry Hopman ‡       | —                                            |
| 1926 | Jack Crawford ‡                   | —                                 | Jack Crawfor ‡ Harry Hopman ‡       | —                                            |
| 1927 | Jack Crawford ‡                   | —                                 | Jack Crawfor ‡ Harry Hopman ‡       | —                                            |
| 1928 | Jack Crawford ‡                   | —                                 | Jack Crawford C. Whiteman           | —                                            |
| 1929 | Jack Crawford ‡                   | —                                 | C.W. Cropper W.B. Walker            | —                                            |
| 1930 | Don Turnbull                      | Emily Hoodová ‡                   | Adrian Quist ‡ Don Turnbul ‡        | Nell Hallová Emily Hoodová ‡                 |
| 1931 | Bruce Moore                       | Joan Hartiganová ‡                | Jack Purcell Bert Tonkin            | S. Moonová Emily Westacottová                |
| 1932 | Vivian McGrath ‡                  | Nancy Lewisová                    | Adrian Quist ‡ Len Schwartz         | F. Franciscová J. Williamsová                |
| 1933 | Adrian Quist ‡                    | Nancy Lewisová                    | Jack Purcell Bert Tonkin            | Dorothy Stevensonová Gwen Stevensonová       |
| 1934 | Neil Ennis                        | May Blicková                      | Neils Ennis Colin McKenzie          | E. Chrystalová E. McCollová                  |
| 1935 | John Bromwich ‡                   | Thelma Coyneová ‡                 | John Bromwich ‡ Arthur Huxley       | Dorothy Stevensonová Nancye Wynneová ‡       |
| 1936 | John Bromwich ‡                   | Thelma Coyneová ‡                 | John Gilchrist Henry Lindo          | M. Carterová Margaret Wilsonová              |
| 1937 | John Bromwich ‡                   | Margaret Wilsonová                | John Bromwich ‡ Dinny Pails         | J. Priorová I. Webbová                       |
| 1938 | Max Newcombe                      | Joyce Woodová                     | Dinny Pails William Sidwell         | Alison Burtonová Joyce Woodová               |
| 1939 | Bill Sidwell                      | Joyce Woodová                     | Roy Felan H.N. Impey                | Alison Burtonová Joyce Woodová               |
| 1940 | Dinny Pails ‡                     | Joyce Woodová                     | William Edwards Dinny Pails         | Alison Burtonová Joyce Woodová               |
| 1941 | nehráno pro druhou světovou válku | nehráno pro druhou světovou válku | nehráno pro druhou světovou válku   | nehráno pro druhou světovou válku            |
| 1942 | nehráno pro druhou světovou válku | nehráno pro druhou světovou válku | nehráno pro druhou světovou válku   | nehráno pro druhou světovou válku            |
| 1943 | nehráno pro druhou světovou válku | nehráno pro druhou světovou válku | nehráno pro druhou světovou válku   | nehráno pro druhou světovou válku            |
| 1944 | nehráno pro druhou světovou válku | nehráno pro druhou světovou válku | nehráno pro druhou světovou válku   | nehráno pro druhou světovou válku            |
| 1945 | nehráno pro druhou světovou válku | nehráno pro druhou světovou válku | nehráno pro druhou světovou válku   | nehráno pro druhou světovou válku            |
| 1946 | Frank Sedgman ‡                   | S. Grantová                       | Frank Herringe George Worthington   | N. Reidová Helen Utzová                      |
| 1947 | Don Candy                         | Joan Tuckfieldová                 | Rex Hartwig ‡ Allan Kendall         | Shirley Jacksonová Veronica Linehanová       |
| 1948 | Ken McGregor ‡                    | Beryl Penroseová ‡                | Don Candy Ken McGregor ‡            | Gloria Blairová B. Blighová                  |
| 1949 | Clive Wilderspin                  | Joan Warnocková                   | John Blacklock Clive Wilderspin     | Beryl Penroseová ‡ Jean Robbinsová           |
| 1950 | Ken Rosewall ‡                    | Barbara McIntyreová               | Lew Hoad ‡ Ken Rosewall ‡           | Carmen Borelliová Pam Southcombeová          |
| 1951 | Lew Hoad ‡                        | Mary Carterová ‡                  | Lew Hoad ‡ Ken Rosewall ‡           | Jenny Staleyová Margaret Wallisová           |
| 1952 | Ken Rosewall ‡                    | Mary Carterová ‡                  | Lew Hoad ‡ Ken Rosewall ‡           | Mary Carterová ‡ Betty Holsteinová           |
| 1953 | Bill Gilmour                      | Jenny Staley                      | William Gilmore Warren Woodcock     | Mary Carterová ‡ Barbara Warbyová            |
| 1954 | Billy Knight                      | Elizabeth Ortonová                | Mal Anderson ‡ Roy Emerson ‡        | Betty Holsteinová Beth Jonesová              |
| 1955 | Gerry Moss                        | Elizabeth Ortonová                | Mike Green Gerry Moss               | Elizabeth Ortonová Pat Parmenterová          |
| 1956 | Bob Mark                          | Lorraine Coghlanová               | Paul Heamden Bob Mark ‡             | Sheila Armstrongová Lorraine Coghlanová      |
| 1957 | Rod Laver ‡                       | Margot Raysonová                  | Frank Gorman Rod Laver ‡            | Margot Raysonová Val Robertsová              |
| 1958 | Martin Mulligan                   | Jan Lehaneová                     | Bob Hewitt ‡ Martin Mulligan        | Betty Holsteinová Jan Lehaneová              |
| 1959 | Butch Buchholz                    | Jan Lehaneová                     | José Luis Arilla Butch Buchholz     | Jan Lehane Dawn Robberds                     |
| 1960 | Will Coghlan                      | Lesley Turnerová                  | Greg Hughes Jim Shepherd            | Dawn Robberdsová Lesley Turnerová ‡          |
| 1961 | John Newcombe ‡                   | Robyn Ebbernová                   | Rod Brent John Newcombe ‡           | Robyn Ebbernová ‡ Madonna Schachtová         |
| 1962 | John Newcombe ‡                   | Robyn Ebbernová                   | William Bowrey Geoffrey Knox        | Heather Rossová Jill Starrová                |
| 1963 | John Newcombe ‡                   | Robyn Ebbernová                   | Robert Brien John Cotterill         | Trish McClenaughanová Gail Sherriffová       |
| 1964 | Tony Roche                        | Kaye Deningová                    | Stanley Matthews Graham Stillwell   | Kaye Deningová Helen Gourlayová ‡            |
| 1965 | Georges Goven                     | Kerry Melvilleová ‡               | Terence Musgrave John Walker        | Helen Gourlayová ‡ Kerry Melvilleová ‡       |
| 1966 | Karl Coombes                      | Karen Krantzckeová                | Rorbert Layton Pat McCumstie        | Karen Krantzckeová ‡ Pat Turnerová           |
| 1967 | Brian Fairlie                     | Lexie Kennyová                    | John Barlett Sven Ginman            | Sue Alexanderová Caroline Cooperová          |
| 1968 | Phil Dent                         | Lesley Huntová                    | Phil Dent ‡ William Lloyd           | Lesley Huntová Vicki Lancasterová            |
| 1969 | Allan McDonald                    | Lesley Huntová                    | Neil Higgins John James             | Pat Edwardsová Evonne Goolagongová ‡         |
| 1970 | John Alexander                    | Evonne Goolagongová ‡             | Allan McDonald Greg Perkins         | Janet Fallisová Janet Youngová               |
| 1971 | Cliff Letcher                     | Pat Colemanová                    | John Marks Michael Phillips         | Pat Edwardsová Janice Whyteová               |
| 1972 | Paul Kronk                        | Pat Colemanová                    | Bill Durham Steve Myers             | Sally Irvineová Pam Whytcrossová             |
| 1973 | Paul McNamee                      | Chris O'Neilová ‡                 | Terry Saunders Graham Thoroughgood  | Jenny Dimondová Dianne Fromholtzová ‡        |
| 1974 | Harry Brittain                    | Jennifer Walkerová                | David Carter Trevor Little          | Nerida Gregoryová Julia Hanrahanová          |
| 1975 | Brad Drewett                      | Sue Barkerová                     | Glenn Busby Warren Maher            | Dianne Eversová ‡ Nerida Gregoryová          |
| 1976 | Ray Kelly                         | Sue Salibaová                     | Peter McCarthy Charlie Fancutt      | Jan Mortonová Jan Wiltonová                  |
| 1977(I) | Ray Kelly                         | Amanda Tobinová                   | Phil Davies Peter Smylie            | Kerryn Prattová Amanda Tobinová              |
| 1977(XII) | Brad Drewett                      | Pamela Bailyová                   | Ray Kelly Geoffrey Thams            | Kerryn Prattová Amanda Tobinová              |
| 1978 | Pat Serret                        | Elizabeth Littleová               | Michael Fancutt Bill Gilmour, ml.   | Debbie Freemanová Kathy Mantleová            |
| 1979 | Greg Whitecross                   | Anne Minterová                    | Michael Fancutt Greg Whitecross     | Linda Cassellová Susan Leová                 |
| 1980 | Craig Miller                      | Anne Minterová                    | William Masur Craig Miller          | Anne Minterová Miranda Yatesová              |
| 1981 | Jörgen Windahl                    | Anne Minterová                    | David Lewis Tony Withers            | Maree Boothová Sharon Hodgkinová             |
| 1982 | Mark Kratzmann                    | Amanda Brownová                   | Brendan Burke Mark Hartnett         | Annette Gulleyová Kim Stauntonová            |
| 1983 | Stefan Edberg ‡                   | Amanda Brownová                   | Jamie Harty Des Tyson               | Bernadette Randallová Kim Stauntonová        |
| 1984 | Mark Kratzmann                    | Annabel Croftová                  | Mike Baroch Mark Kratzmann          | Louise Fieldová Larisa Savčenková            |
| 1985 | Shane Barr                        | Jenny Byrneová                    | Brett Custer David Macpherson       | Jenny Byrneová Janine Thompsonová            |
| 1986 | grandslam se nekonal              | grandslam se nekonal              | grandslam se nekonal                | grandslam se nekonal                         |
| 1987 | Jason Stoltenberg                 | Michelle Jaggardová               | Jason Stoltenberg Todd Woodbridge ‡ | Ann Devriesová Nicole Provisová              |
| 1988 | Johan Anderson                    | Jo-Anne Faullová                  | Jason Stoltenberg Todd Woodbridge ‡ | Jo-Anne Faullová Rachel McGuillanová         |
| 1989 | Nicklas Kulti                     | Kim Kessarisová                   | Johan Anderson Todd Woodbridge ‡    | Andrea Strnadová Eva Švíglerová              |
| 1990 | Dirk Dier                         | Magdalena Malejevová              | Roger Pettersson Martin Renstrom    | Rona Mayerová Limor Zaltzová                 |
| 1991 | Thomas Enqvist†                   | Nicole Prattová                   | Grant Doyle Joshua Eagle            | Karina Habšudová Barbara Rittnerová          |
| 1992 | Grant Doyle                       | Joanne Limmerová                  | Grant Doyle Brad Sceney             | Lindsay Davenportová Nicole Londonová        |
| 1993 | James Baily                       | Heike Ruschová                    | Lars Rehmann Christian Tambue       | Joana Mantová Ludmila Richterová             |
| 1994 | Ben Ellwood                       | Trudi Musgraveová                 | Ben Ellwood Mark Philippoussis      | Corina Morariuová Ludmila Varmužová          |
| 1995 | Nicolas Kiefer                    | Siobhan Drakeová                  | Luke Bourgeois I Jong-min           | Corina Morariuová Ludmila Varmužová          |
| 1996 | Björn Rehnquist                   | Magdalena Grzybowská              | Daniele Bracciali Jocelyn Robichaud | Michaela Paštiková Jitka Schönfeldová        |
| 1997 | Daniel Elsner                     | Mirjana Lučićová                  | David Sherwood James Trotman        | Mirjana Lučićová ‡ Jasmin Wöhrová            |
| 1998 | Julien Jeanpierre                 | Jelena Kostanićová                | Jérôme Haehnel Julien Jeanpierre    | Evie Dominikovicová Alicia Moliková ‡        |
| 1999 | Kristian Pless                    | Virginie Razzanová                | Jürgen Melzer Kristian Pless        | Eleni Daniilidou Virginie Razzanová          |
| 2000 | Andy Roddick                      | Anikó Kaprosová                   | Nicolas Mahut ‡ Tommy Robredo       | Anikó Kaprosová Christina Wheelerová         |
| 2001 | Janko Tipsarević                  | Jelena Jankovićová                | Ytai Abougzir Luciano Vitullo       | Petra Cetkovská Barbora Strýcová             |
| 2002 | Clement Morel                     | Barbora Strýcová                  | Ryan Henry Todd Reid                | Gisela Dulková ‡ Angelique Widžadžová        |
| 2003 | Marcos Baghdatis †                | Barbora Strýcová                  | Scott Oudsem Phillip Simmonds       | Casey Dellacquová † Adriana Sziliová         |
| 2004 | Gaël Monfils                      | Šachar Pe'erová                   | Brendan Evans Scott Oudsema         | Čan Jung-žan † Sun Šeng-nan                  |
| 2005 | Donald Young                      | Viktoria Azarenková ‡             | Kim Sun-Jong I Čchu-chuan           | Viktoria Azarenková † Marina Erakovicová     |
| 2006 | Alexandre Sidorenko               | Anastasija Pavljučenkovová        | Blazej Koniusz Grzegorz Panfil      | Sharon Fichmanová Anastasija Pavljučenkovová |
| 2007 | Brydan Klein                      | Anastasija Pavljučenkovová        | Graeme Dyce Harri Heliövaara        | Jevgenija Rodinová Arina Rodionovová         |
| 2008 | Bernard Tomic                     | Arantxa Rusová                    | Sie Čeng-pcheng Jang Cung-chua      | Xenija Lykinová Anastasija Pavljučenkovová   |
| 2009 | Juki Bhambri                      | Xenija Pervaková                  | Francis Alcantara Sie Čeng-pcheng   | Christina McHaleová Ajla Tomljanovićová      |
| 2010 | Tiago Fernandes                   | Karolína Plíšková                 | Justin Eleveld Jannick Lupescu      | Jana Čepelová Chantal Škamlová               |
| 2011 | Jiří Veselý                       | An-Sophie Mestachová              | Filip Horanský Jiří Veselý          | An-Sophie Mestachová Demi Schuursová         |
| 2012 | Luke Saville                      | Taylor Townsendová                | Liam Broady Joshua Ward-Hibbert     | Gabrielle Andrewsová Taylor Townsendová      |
| 2013 | Nick Kyrgios                      | Ana Konjuhová                     | Jay Andrijic Bradley Mousley        | Ana Konjuhová Carol Zhaová                   |
| 2014 | Alexander Zverev                  | Jelizaveta Kuličkovová            | Lucas Miedler Bradley Mousley       | Anhelina Kalininová Jelizaveta Kuličkovová   |
| 2015 | Roman Safiullin                   | Tereza Mihalíková                 | Jake Delaney Marc Polmans           | Markéta Vondroušová Miriam Kolodziejová      |
| 2016 | Oliver Anderson                   | Věra Lapková                      | Alex de Minaur Blake Ellis          | Anna Kalinská Tereza Mihalíková              |
| 2017 | Zsombor Piros                     | Marta Kosťuková                   | Sü Jü-siou Čao Ling-si              | Bianca Andreescuová Carson Branstineová      |
| 2018 | Sebastian Korda                   | Liang En-šuo                      | Hugo Gaston Clément Tabur           | Liang En-šuo Wang Sin-jü                     |
| 2019 | Lorenzo Musetti                   | Clara Tausonová                   | Jonáš Forejtek Dalibor Svrčina      | Nacumi Kawagučiová Adrienn Nagyová           |
| 2020 | Harold Mayot                      | Victoria Jiménez Kasintsevová     | Nicholas David Ionel Leandro Riedi  | Alexandra Ealaová Priska Madelyn Nugrohová   |
| 2021 | Nehráno pro pandemii covidu-19    | Nehráno pro pandemii covidu-19    | Nehráno pro pandemii covidu-19      | Nehráno pro pandemii covidu-19               |
| 2022 | Bruno Kuzuhara                    | Petra Marčinková                  | Bruno Kuzuhara Coleman Wong         | Clervie Ngounoueová Diana Šnajderová         |
| 2023 | Alexander Blockx                  | Alina Kornějevová                 | Learner Tien Cooper Williams        | Renáta Jamrichová Federica Urgesiová         |
| 2024 | Rei Sakamoto                      | Renáta Jamrichová                 | Maxwell Exsted Cooper Woestendick   | Tyra Caterina Grantová Iva Jovicová          |
| 2025 | Henry Bernet                      | Wakana Sonobeová                  | Maxwell Exsted Jan Kumstát          | Annika Pěničková Kristina Pěničková          |
| ‡ – vítěz juniorského i seniorského turnaje † – vítěz juniorského turnaje a finalista seniorského turnaje Stefan Edberg získal jako jediný junior čistý grandslam |                                   |                                   |                                     |                                              |